# Morten Wieghorst
Morten Wieghorst (ur. 25 lutego 1971 w Glostrup) – duński piłkarz występujący na pozycji pomocnika, po zakończeniu kariery zawodniczej trener piłkarski.

## Kariera piłkarska
Rozpoczął zawodową karierę w 1989 roku w Lyngby BK, rok później zdobył z nim Puchar Kraju. W 1992 wywalczył pierwsze w swojej karierze mistrzostwo ligi i wtedy pojawiły się oferty gry w klubach spoza Danii. Jego nowym pracodawcą stało się szkockiego FC Dundee. Jako gracz tego klubu zadebiutował w reprezentacji Danii w meczu przeciwko Finlandii, wygranym 2-1. Decydującą o wygranej bramkę strzelił właśnie Morten. W 1995 roku znalazł się w kadrze na Puchar Konfederacji i wraz ze swoimi kolegami święcił w nim zwycięstwo. W finale przeciwko Argentynie zastąpił kontuzjowanego Michaela Laudrupa.
W styczniu 1995 kontynuował przygodę z futbolem na Wyspach Brytyjskich w Celticu. Pierwsze dwa sezony mógł zapisać do straconych, gdyż z powodu ciągłych wykluczeń, kontuzji grał rzadko. W 1998 roku zdobył z nim pierwszy tytuł mistrza Szkocji, następne w 2001 i 2002. Poza tym – wygrał dwa Puchary Szkocji, trzy razy Puchar Ligi. W międzyczasie reprezentował swój kraj na Mundialu we Francji, gdzie wystąpił w trzech meczach, a w spotkaniu Dania - RPA otrzymał czerwoną kartkę, a także grał w eliminacjach do EURO 2000, gdzie w decydującej o awansie potyczce strzelił bramkę na 3-2. Ostatecznie na główny turniej nie pojechał.
Kiedy miał 31 lat, skończył mu się kontrakt z Celtikiem i postanowił wrócić do Danii. Został zawodnikiem Brøndby IF, gdzie posadę trenera otrzymał starszy z braci Laudrupów – Michael. Po zdobyciu z nim dwóch mistrzostw Superligaen zakończył karierę.
W reprezentacji łącznie wystąpił 30 razy i strzelił 3 bramki.

## Kariera trenerska
Od 2006 do 2011 roku był trenerem pierwszoligowego FC Nordsjælland, a następnie przejął funkcję trenera młodzieżowej reprezentacji Danii. Prowadzeni przezeń młodzi piłkarze nie zakwalifikowali się na rozgrywane w 2013 roku Mistrzostwa Europy do lat 21, ponieważ w decydującym o awansie meczu ulegli późniejszym mistrzom czempionatu, Hiszpanom. Pełnił funkcję asystenta Michaela Laudrupa w walijskim klubie grającym w Premier League, Swansea City. 
W latach 2014–2015 prowadził Aarhus GF. 2 stycznia 2017 został zaprezentowany jako nowy szkoleniowiec Aalborg BK. Z tego zespołu odszedł 26 listopada 2018. W latach 2020–2024 był asystentem Kaspera Hjulmanda w reprezentacji Danii. 19 lipca 2024 został wybrany selekcjonerem tej reprezentacji po odejściu Hjulmanda. W sierpniu 2024 przed debiutanckimi meczami zrezygnował z tej funkcji z powodu choroby. Po powrocie do zdrowia ponownie został asystentem selekcjonera reprezentacji Danii.